# Delegado presidencial regional de Ñuble
El delegado presidencial de la región  de Ñuble o simplemente delegado presidencial regional de Ñuble es la autoridad designada por el presidente de la República para ejercer como su representante natural e inmediato en el territorio.

## Antecedentes
El antecesor directo del cargo del delegado presidencial regional de Ñuble es la figura del intendente regional. Una reforma constitucional del año 2017 dispuso la elección popular del órgano ejecutivo del gobierno regional, creando el cargo de gobernador regional y estableciendo una delegación presidencial regional, a cargo de un delegado presidencial regional, el cual representa al poder ejecutivo y supervisa las regiones en conjunto a los delegados presidenciales provinciales. Tras las primeras elecciones regionales en 2021, y desde que asumieron sus funciones los gobernadores regionales y delegados presidenciales regionales, el 14 de julio de 2021, el cargo de intendente desapareció.

## Delegados presidenciales regionales de Ñuble
| N°. | Delegado(a) | Delegado(a)                 | Partido | Partido | Inicio                  | Final                   | Presidente(a) | Presidente(a)              |
| --- | ----------- | --------------------------- | ------- | ------- | ----------------------- | ----------------------- | ------------- | -------------------------- |
| 1.º |             | Cristóbal Jardua Campos     |         | UDI     | 14 de julio de 2021     | 11 de marzo de 2022     |               | Sebastián Piñera Echenique |
| 2.º |             | Claudio Ferrada Alarcón     |         | RD      | 11 de marzo de 2022     | 26 de octubre de 2022   |               | Gabriel Boric Font         |
| 3.º |             | Gabriel Pradenas Sandoval   |         | RD      | 27 de octubre de 2022   | 10 de noviembre de 2023 |               | Gabriel Boric Font         |
| -   |             | Rocío Hizmeri Fernández (s) |         | PCCh    | 10 de noviembre de 2023 | 1 de diciembre de 2023  |               | Gabriel Boric Font         |
| 4.º |             | Anwar Farrán Veloso         |         | PL      | 1 de diciembre de 2023  | 1 de julio de 2024      |               | Gabriel Boric Font         |
| 5.º |             | Rodrigo García Hurtado      |         | PPD     | 2 de julio de 2024      | en el cargo             |               | Gabriel Boric Font         |